# Bastardia limensis
Bastardia limensis är en malvaväxtart som beskrevs av R. E. Fries. Bastardia limensis ingår i släktet Bastardia och familjen malvaväxter. Inga underarter finns listade i Catalogue of Life.